# 쩌우타인현 (짜빈성)
쩌우타인현(베트남어: Huyện Châu Thành / 縣周城)은 베트남 메콩강 삼각주 짜빈성의 현이다.

## 행정 구역
쩌우타인현은 1시진, 13사를 관할하고 있다.

### 시진
- 쩌우타인 시진 (Thị trấn Châu Thành, 周城市鎭)

### 사
- 다록 사 (Xã Đa Lộc, 多祿社)
- 호아러이 사 (Xã Hòa Lợi, 和利社)
- 호아민 사 (Xã Hòa Minh, 和明社)
- 호아투언 사 (Xã Hòa Thuận, 和順社)
- 흥미 사 (Xã Hưng Mỹ, 興美社)
- 롱호아 사 (Xã Long Hòa, 隆和社)
- 르엉호아 사 (Xã Lương Hòa, 良和社)
- 르엉호아A 사 (Xã Lương Hòa A, 良和A社)
- 미짜인 사 (Xã Mỹ Chánh, 美政社)
- 응우옛호아 사 (Xã Nguyệt Hóa, 月化社)
- 프억하오 사 (Xã Phước Hảo, 福好社)
- 송락 사 (Xã Song Lộc, 雙祿社)
- 타인미 사 (Xã Thanh Mỹ, 淸美社)